# Zena Markos (Tekle Birhane)
Zena Markos (imię świeckie Welde Medehen Tekle Birhane, ur. 1970) – duchowny Etiopskiego Kościoła Ortodoksyjnego, od 2017 biskup Guji. 

## Życiorys
Święcenia kapłańskie przyjął 4 października 2009. Sakrę biskupią otrzymał 16 lipca 2017.